# Rundkirche (Äthiopien)

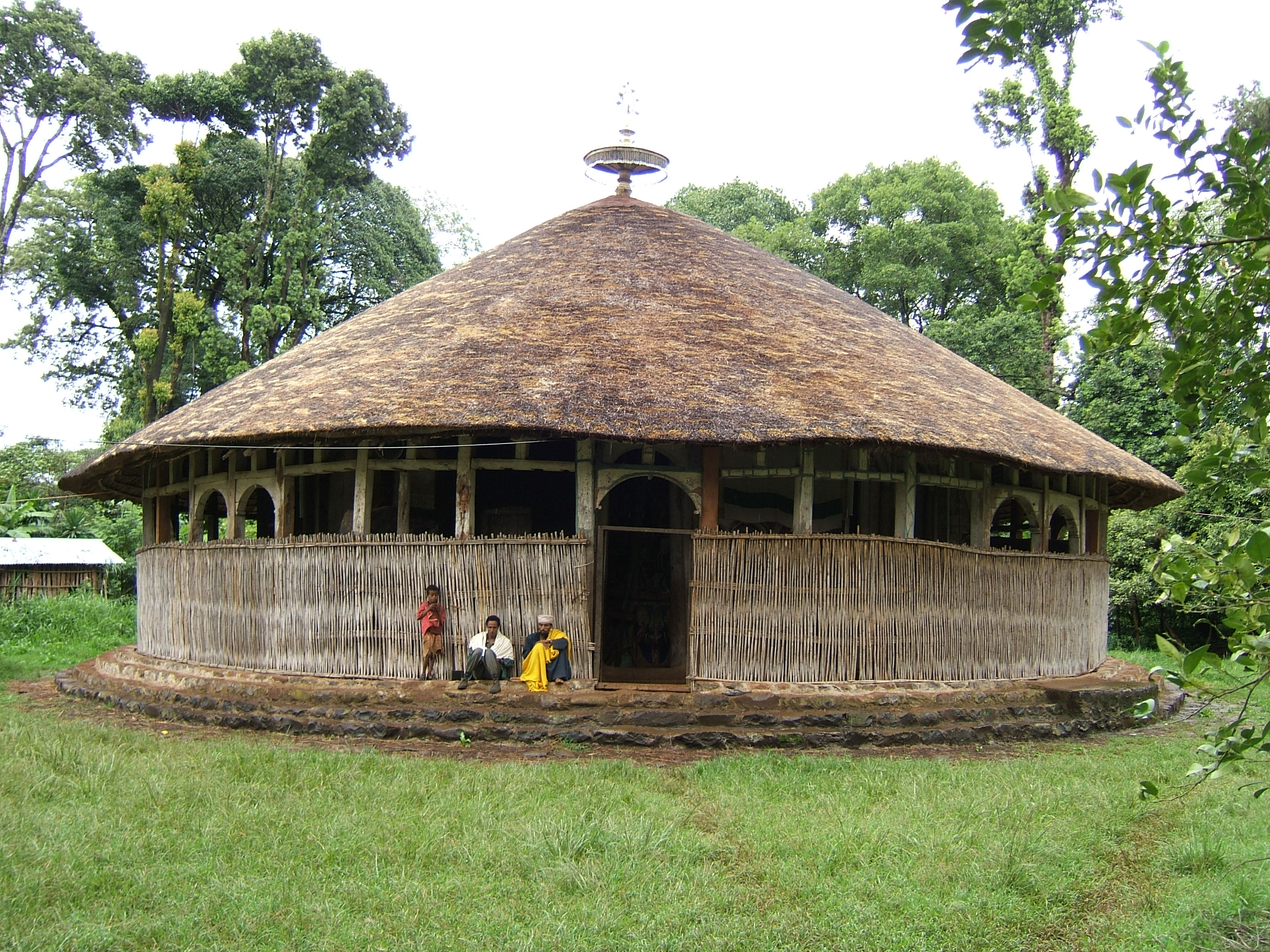
Dörfliche Rundkirche aus Holz und mit Stroh gedeckt

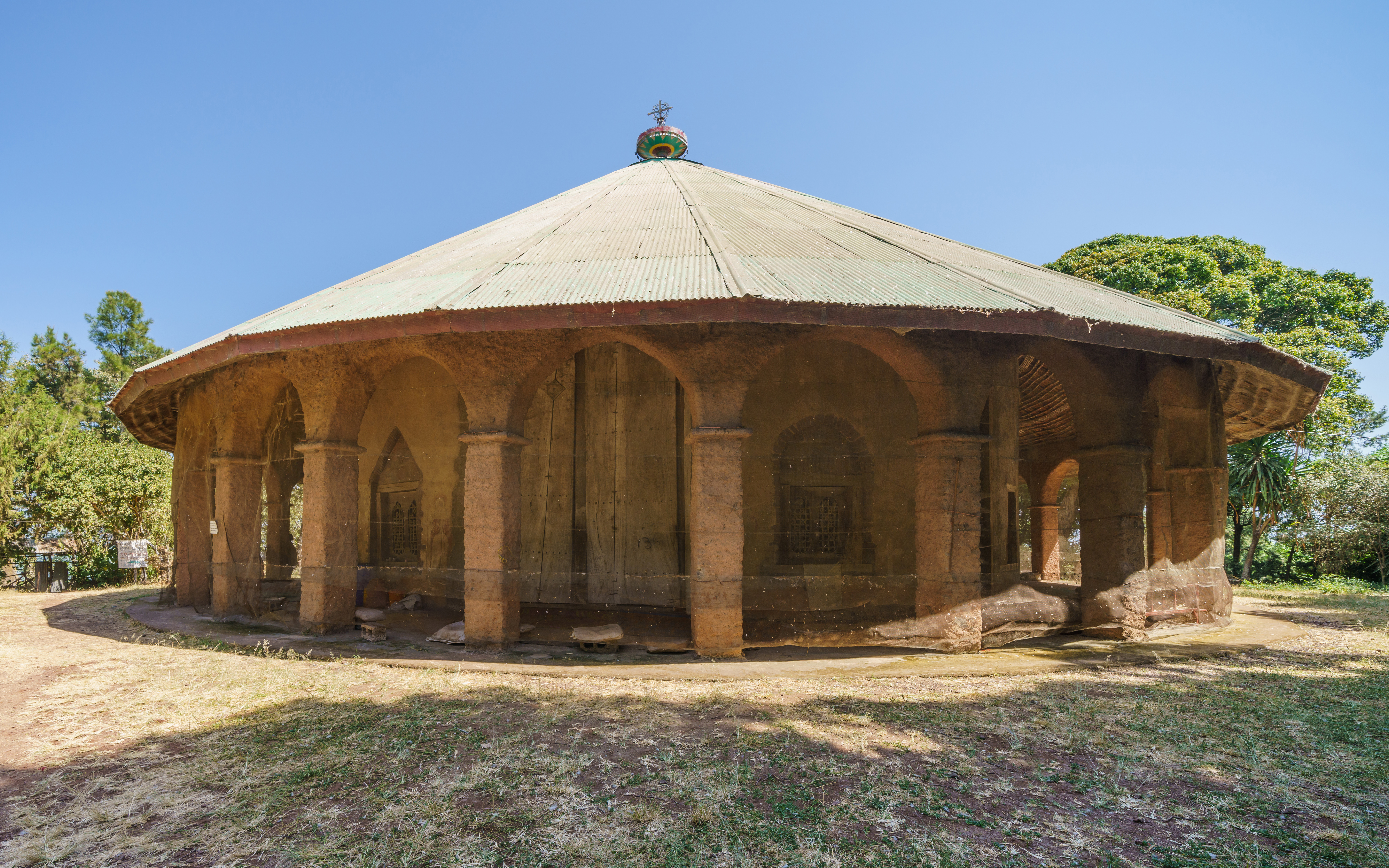
Rundkirche im Kloster Kebran Gabriel auf einer Insel im Tanasee

Die Rundkirche in Äthiopien hat sich seit dem 16. Jahrhundert durchgesetzt und ist heute die charakteristische Form des Kirchenbaus. Äußerlich sehen diese Kirchen aus wie große Tukuls (runde Wohnhäuser), im Inneren sind sie meistens in drei Bereiche aufgeteilt: Das Kene Mahalet, das Mäkdas und das Kedus Kedusan.

## Architektur
Rundkirchen sind der häufigste Kirchenbautyp im ländlichen Äthiopien. Häufig stehen sie umgeben von einer freien Fläche auf einer Anhöhe. In der einfachen Bauweise besteht die Außenwand aus einer Holzkonstruktion und das Kegeldach ist mit Stroh gedeckt. Manche größere Rundkirchen haben eine gemauerte Wand und ein Wellblechdach.
Das Dach wird an seiner Spitze über dem Mittelpfosten üblicherweise von einem Kreuz mit sieben Straußeneiern bekrönt, die eine magische Bedeutung besitzen.
Die große St.-Georgs-Kathedrale in Addis Abeba besitzt einen oktogonalen Grundriss.

## Innenraum
Das Kene Mahalet ist ein halboffener äußerer Rundgang, der durch eine Wand von den beiden inneren Abschnitten getrennt ist. Es kann von jedem betreten werden, der Boden ist mit Teppichen ausgelegt und im Eingangsbereich befinden sich Stühle für die Alten und die Kinder, denn der äthiopisch-orthodoxe Gottesdienst wird stehend gefeiert. Hier singen die Depteras (Kirchensänger), während sich die Gemeinde beim Gottesdienst im Freien vor der Kirche versammelt. Nur die Priester dürfen durch Türen in den zweiten Bereich eintreten, das Mäkdas (Heiligtum). Dort werden die großen Röhrentrommeln (kebero) und Sistren für den Gottesdienst aufbewahrt. Der Boden ist ebenfalls mit Teppichen ausgelegt. Das Kedus Kedusan ist das Allerheiligste und bildet das Zentrum. Es ist rechteckig und beinhaltet den Altar und den Tabot, eine Art Bundeslade aus Holz. Alle Wände sind mit Ornamenten und Heiligenbildern bemalt.

## Bekannte Rundkirchen
- Enda Medhane Alem (deutsch ‚Kirche des Retters der Welt‘) in Adua
- Enda Selassie ebenfalls in Adua